# 0-12-0
Según la notación Whyte para la clasificación de locomotoras de vapor, 0-12-0 representa la disposición de las ruedas sin ruedas delanteras, doce ruedas motrices accionadas y acopladas en seis ejes y sin ruedas traseras.

## Clasificaciones equivalentes
Otras clasificaciones equivalentes son:
- Clasificación UIC : F (también conocida como clasificación alemana y clasificación italiana )
- Clasificación francesa : 060
- Clasificación turca : 66
- Clasificación suiza : 6/6

## Motor pasivo
El primer ejemplo del 0-12-0 fue el Pennsylvania, diseñado por Jame Milholland para Philadelphia and Reading Railroad y construido en sus propias tiendas en 1863. Pesaba cincuenta toneladas y era, en su momento, la locomotora de vapor más pesada del mundo.  Estaba destinado a transportar trenes de carbón de Pensilvania. 

## Motores de tanque
Sólo había dos clases de locomotoras 0-12-0T:[cita requerida]
La primera fue una clase de tres locomotoras de cremallera construidas por Lokomotivfabrik Floridsdorf en 1912 para su uso en el ferrocarril Erzberg ( Erzbergbahn ) en Austria. Inicialmente clasificados como clase 269 por la kkStB, pasaron al BBÖ después de la Primera Guerra Mundial, al Deutsche Reichsbahn en 1939 y finalmente al ÖBB después de la Segunda Guerra Mundial. Todos permanecieron en servicio hasta la década de 1970.[cita requerida]
Las únicas otras locomotoras de este tipo eran una serie de diez locomotoras 0-12-0T construidas por Hanomag en 1922 para los Ferrocarriles Estatales de Bulgaria (BDŽ). Inicialmente se numeraron del 4001 al 4010, pero pasaron a ser del 45,01 al 45,10 en 1935-1936.  Fueron construidas como locomotoras compuestas de dos cilindros, con una 15 kilogramos/cm² (1,5 MPa; 213,4 psi) caldera que alimenta una caldera 620 x 700 milímetros (24,41 x 27,56 plg) cilindro de alta presión que se descarga a 900 x 700 milímetros (35,43 x 27,56 plg), ambos conectados al 1340 milímetros (52,76 plg) ruedas motrices. Las locomotoras pesaban 101 toneladas (101 000 kg) . 